# Héctor Lescano
Héctor Lescano Fraschini (né le 13 février 1948 à Paysandú) est un vétérinaire uruguayen, Ministre du Tourisme et des Sports du gouvernement Vázquez (2005-2010), et qui devrait être reconduit dans ces fonctions par le nouveau président José Mujica. Il préside par ailleurs le Parti démocrate chrétien et est membre du Front Líber Seregni dirigé par Danilo Astori, composante centriste de la coalition de gauche au pouvoir, le Front large. Lescano est par ailleurs vice-président de l'Internationale démocrate chrétienne.

## Biographie
Lescano est professeur à la faculté vétérinaire de l'Université de la République de Montevideo, et est le conseiller personnel de l'ex-recteur Jorge Brovetto, qui est ministre de l'Education de Tabaré Vázquez et préside aujourd'hui le Front large. Lescano est député de 1995 à 2005 de la circonscription de Montevideo et préside à la Chambre des députés la Commission de sciences et de technologie. Lors de la campagne électorale de 2004, il est désigné par Vázquez comme coordinateur général de la commission de programmation de l'Encuentro Progresista - Frente Amplio.
Lors de ses études, il est secrétaire général de la Jeunesse démocratique chrétienne, puis secrétaire général du Parti démocrate chrétien, qu'il préside aujourd'hui. 
Décoré de l'ordre Bernardo O'Higgins pour sa lutte pour la démocratie au Chili, il est élu en 2004 sénateur sur les listes de l'Alliance progressiste (738), dirigée par Rodolfo Nin Novoa. En revanche, il n'est pas réélu sénateur lors des élections générales de 2009.